# Strada principale 12
La strada principale 12 è una delle strade principali della Svizzera.

## Percorso
La strada n. 12 è definita dai seguenti capisaldi d'itinerario: "Vevey - Bulle - Posieux - Friburgo - Berna - Soletta - Balsthal - Langenbruck - Liestal - Muttenz - Basilea - (Saint-Louis)".